# William Lanteau
William Lanteau (născut ca William Lanctot, n. 12 noiembrie 1922, St. Johnsbury⁠(d), Vermont, SUA – d. 3 noiembrie 1993, Los Angeles, California, SUA) a fost un actor american. Printre rolurile sale cele mai notabile se numără cel al poștașului Charlie în filmul Pe lacul auriu sau ca primarul Chester Wanamaker din serialul CBS Newhart.

## Biografie
Lanteau s-a născut în St. Johnsbury, Vermont. În timpul celui de-al Doilea Război Mondial a fost în armată.
Prima sa apariție la televizor a fost în 1954, într-un episod al serialului Goodyear Television Playhouse. A apărut în peste 80 de emisiuni de televiziune, printre ele numărându-se The Donna Reed Show, The Ghost & Mrs. Muir, The Andy Griffith Show, Here's Lucy, No Soap, Radio, Centennial sau Amen. Lanteau  a apărut în primul sezon al seriei Barnaby Jones în episodul numit "To Denise, with Love and Murder" (22 aprilie 1973). A apărut și în filme ca Li'l Abner (1959), The Honeymoon Machine (1961), Sex and the Single Girl (1964), Hotel (1967), From Noon till Three (1976), On Golden Pond (1981) și Cold Steel (1987).
Lanteau a murit de complicații în urma unei operații cardiace la 3 noiembrie 1993.

## Filmografie
| An   | Titlu                   | Rol             | Note        |
| ---- | ----------------------- | --------------- | ----------- |
| 1959 | Li'l Abner              | Available Jones |             |
| 1960 | The Facts of Life       | Airline Clerk   |             |
| 1961 | The Honeymoon Machine   | Tommy Dane      |             |
| 1962 | That Touch of Mink      | Leonard         | nemenționat |
| 1964 | Sex and the Single Girl | Sylvester       |             |
| 1967 | Hotel                   | Mason           |             |
| 1976 | From Noon till Three    | Reverend Cabot  |             |
| 1981 | On Golden Pond          | Charlie Martin  |             |
| 1987 | Cold Steel              | Sam Modine      |             |